# Kaja Danczowska
Kaja Danczowska (ur. 25 marca 1949 w Krakowie) – polska skrzypaczka i pedagog.

## Życiorys
Urodziła się jako jedyne dziecko Juliana Tennera, lekarza, i Beatrycze Danczowskiej, historyczki sztuki. Jest wnuczką Dezyderiusza Danczowskiego, który był szwagrem Tadeusza Majerskiego. Matka wychowywała ją sama. 
Jako siedmiolatka rozpoczęła naukę gry na skrzypcach u Jana Stasicy, a od następnego roku życia uczęszczała na lekcje do Eugenii Umińskiej, u której później studiowała w Państwowej Wyższej Szkole Muzycznej w Krakowie. Krakowską uczelnię ukończyła z wyróżnieniem w 1972. W tymże roku ukończyła również dwuletni kurs mistrzowski w konserwatorium w Moskwie u Dawida Ojstracha. Dwa lata później uczestniczyła w zorganizowanym przez rząd Kanady dwuletnim kursie mistrzowskim prowadzonym przez Ruggiero Ricciego.
Jest laureatką krajowych i międzynarodowych konkursów skrzypcowych. W 1959 zajęła 1. miejsce na Ogólnopolskim Konkursie Skrzypcowym we Wrocławiu. W 1967 zdobyła 3. nagrodę na V Międzynarodowym Konkursie Skrzypcowym im. Henryka Wieniawskiego w Poznaniu. W 1969 zdobyła 2. nagrodę na Konkursie Skrzypcowym im. A. Curci w Neapolu. W 1970 zdobyła 2. nagrodę na Konkursie Wykonań Muzycznych w Genewie. W 1975 zdobyła 3. nagrodę na Międzynarodowym Konkursie Radiowym w Monachium. Rok później zdobyła srebrny medal na Międzynarodowym Konkursie Muzycznym im. Królowej Elżbiety Belgijskiej w Brukseli.
W czasie kariery muzycznej Kaja Danczowska współpracowała między innymi z Krystianem Zimermanem, Janem Krenzem, Jerzym Maksymiukiem, Krzysztofem Pendereckim, Stanisławem Skrowaczewskim, Antonim Witem, Jerzym Katlewiczem, Heinzem Holligerem, Gidonem Kremerem, Mischą Maiskym.
Jest wszechstronną artystką. Gra niemal wszystkie utwory, jakie kiedykolwiek zostały napisane na skrzypce. Krytycy muzyczni podkreślają precyzję techniczną, czystość dźwięku, jak i emocjonalne zaangażowanie.
W dorobku artystycznym posiada nagrania płytowe wydawane przez renomowane wytwórnie. Nagrała m.in. Koncert Skrzypcowy A-dur Mieczysława Karłowicza z Orkiestrą Polskiego Radia i Telewizji w Krakowie pod batutą Antoniego Wita (Le Chant du Monde, 1992), Koncert Podwójny na Skrzypce i Wiolonczelę „LILA” Konstantego Regameya z Andrzejem Bauerem i Sinfonią Varsovią pod dyrekcją Wojciecha Michniewskiego (Swiss Broadcasting Corporation, 1994), I i II Koncert Skrzypcowy Karola Szymanowskiego z Orkiestrą Filharmonii Narodowej pod dyrekcją Kazimierza Korda (PolyGram, 1997). Posiada również w dorobku ponad 300 archiwalnych nagrań radiowych, przede wszystkim dla Polskiego Radia i rozgłośni RIAS.
Od 1972 Kaja Danczowska prowadzi działalność pedagogiczną w Akademii Muzycznej w Krakowie. W 1997 otrzymała tytuł profesora zwyczajnego. W 1986 była jurorem Konkursu Skrzypcowego im. Henryka Wieniawskiego w Poznaniu. Była też jurorem konkursów skrzypcowych poza granicami Polski, w Tokio (1986), Monachium (1992, 1998), Nowym Jorku (1999), Odense (2000).
3 marca 2012 wraz z córką Justyną, podróżowała pociągiem, który uczestniczył w katastrofie kolejowej pod Szczekocinami. Obie nie doznały obrażeń.

## Nagrody i odznaczenia
- 1967 – III. Miejsce, Międzynarodowy Konkurs Skrzypcowy im. Henryka Wieniawskiego
- 1976 – Srebrny medal, Międzynarodowym Konkursie Muzycznym im. Królowej Elżbiety Belgijskiej
- 1976 – Nagroda Państwowa II stopnia
- 1977 – Nagroda Miasta Krakowa
- 1979 – Nagroda Ministra Kultury i Sztuki;
- 1982 – Nagroda Ministra Spraw Zagranicznych
- 1984 – Nagroda Komitetu do spraw Radia i Telewizji
- 1986 – Złoty Krzyż Zasługi
- 1991 – Nagroda Ministra Kultury i Sztuki (po raz drugi)
- 1992 – Nagroda Wojewody Krakowskiego
- 1998 – Nagroda Fundacji Kultury Polskiej
- 1998 – Nagroda Ministra Kultury i Sztuki (po raz trzeci)
- 1999 – Excellent in Teaching Fundacji Robinsonów
- 2001 – Krzyż Oficerski Orderu Odrodzenia Polski[8][9]
- 2006 – Złoty Medal „Zasłużony Kulturze Gloria Artis”
- 2009 – Krzyż Komandorski Orderu Odrodzenia Polski[10][11]
- 2016 – Tytuł doctora honoris causa Akademii Muzycznej w Krakowie[12]